# Ulrich Seidl
Pour les articles homonymes, voir Seidl.
Ulrich Seidl est un réalisateur, scénariste, producteur et directeur de la photographie autrichien, né le 24 novembre 1952 à Vienne (Autriche).

## Biographie
À partir des années 2000, ses films sont régulièrement sélectionnés dans les grands festivals. Ainsi son film Dog Days (Hundstage) est sélectionné à la Mostra de Venise 2001 où il remporte le Grand prix du jury de la Mostra de Venise. Import/Export fait partie des films en compétition en sélection officielle au Festival de Cannes 2007, et Paradis : Amour (Paradies : Liebe) fait partie des films en compétition en sélection officielle au Festival de Cannes 2012. Les films Paradis : Foi (Paradies : Glaube) et Paradis : Espoir (Paradise : Hoffnung) sont sélectionnés en compétition, respectivement à la Mostra de Venise 2012 et à la Berlinale 2013.
Lors du Festival international du film de Saint-Sébastien 2024, il est membre du jury des longs-métrages.

## Filmographie

### Comme réalisateur et scénariste
- 1980 : Einsvierzig (court métrage documentaire)
- 1982 : Der Ball (moyen métrage)
- 1984 : Look 84 (court métrage documentaire)
- 1990 : Good News: Von Kolporteuren, toten Hunden und anderen Wienern (documentaire)
- 1992 : Mit Verlust ist zu rechnen (documentaire)
- 1994 : Die Letzten Männer (documentaire)
- 1995 : Animal Love (Tierische Liebe) (documentaire)
- 1996 : Bilder einer Ausstellung (documentaire TV)
- 1997 : Der Busenfreund (documentaire TV)
- 1998 : Spass ohne Grenzen (documentaire)
- 1999 : Models
- 2001 : Dog Days (Hundstage)
- 2002 : Zur Lage: Österreich in sechs Kapiteln (documentaire)
- 2003 : Jesus, Du weisst (documentaire)
- 2006 : Import/Export
- 2006 : Brothers, Let Us Be Merry (Brüder, laßt uns lustig sein)
- 2012 : Paradis : Amour (Paradies : Liebe)
- 2012 : Paradis : Foi (Paradies : Glaube)
- 2013 : Paradis : Espoir (Paradies: Hoffnung)
- 2014 : Sous-sols (Im Keller) (documentaire)
- 2016 : Safari (documentaire)
- 2021 : Böse Spiele
- 2022 : Sparta
- 2022 : Rimini

### Comme producteur
- 1980 : Einsvierzig
- 1982 : Der Ball
- 2006 : Import/Export
- 2006 : Brothers, Let Us Be Merry
- 2024 : Veni Vidi Vici de Daniel Hoesl et Julia Niemann

### Comme directeur de la photographie
- 1980 : Einsvierzig
- 2002 : Zur Lage: Österreich in sechs Kapiteln
- 2006 : Brothers, Let Us Be Merry

## Distinctions
- Mostra de Venise 2001 : Lion d'argent - Grand prix du jury pour Dog Days
- Mostra de Venise 2012 : Lion d'argent - Grand prix du jury pour Paradis : Foi